# Чидаоба
Чидаоба (груз. ჭიდაობა — боротьба) або Картулі чидаоба (з груз.  — «грузинська боротьба») — грузинське національне єдиноборство, боротьба в одязі. 2018 року ЮНЕСКО включила грузинську національну боротьбу чидаоба до Репрезентативного списку нематеріальної культурної спадщини людства.

## Історія

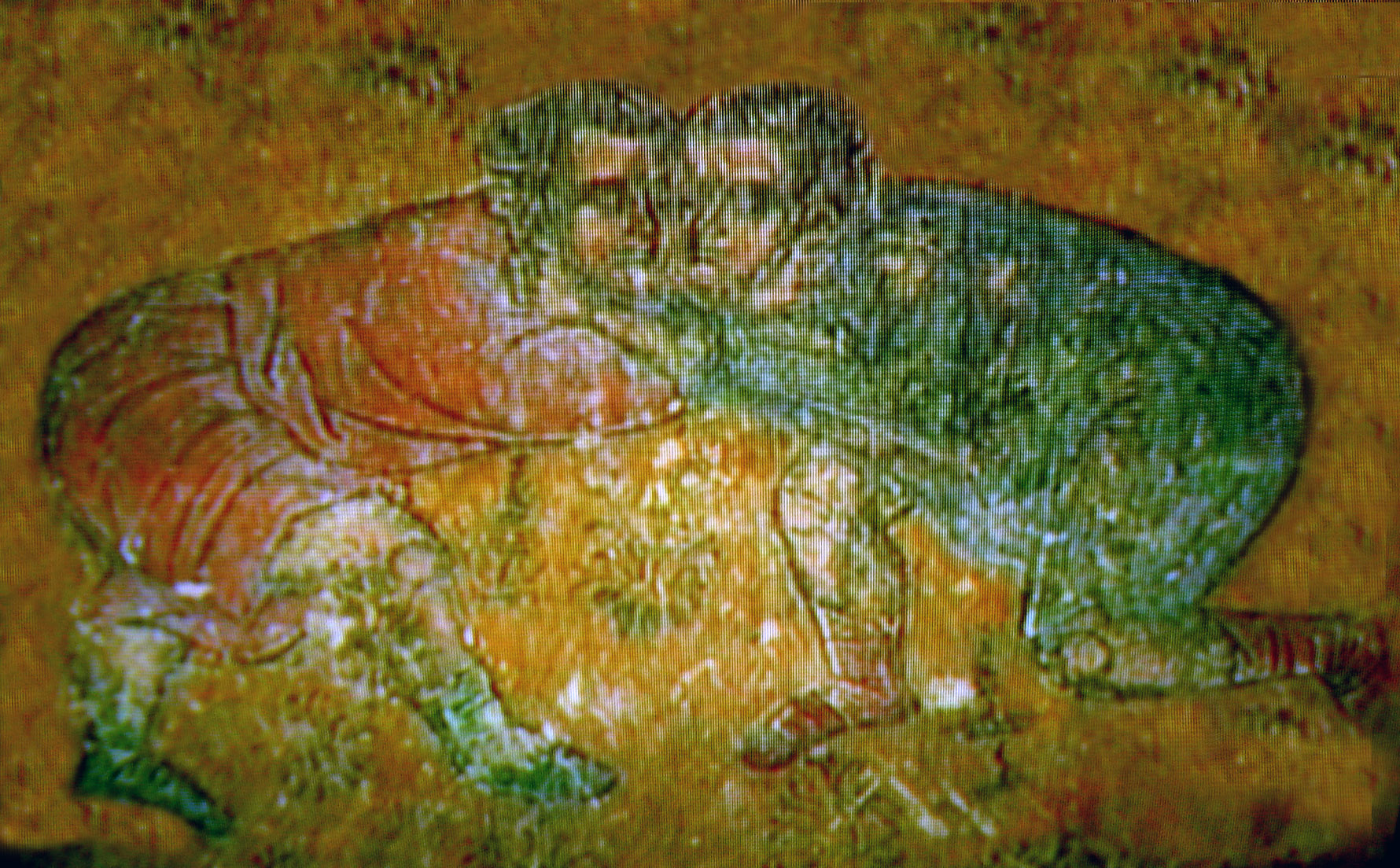
Стародавнє зображення борців

Згідно з легендами, як і у багатьох інших народів, чидаоба виникла з міфічної сутички пращупа народу з диким звіром. Цікаво те, що Сулхан-Саба Орбеліані у тлумачному словнику грузинської мови (кінець XVII століття — початок XVIII століття) вказує, що слово чидеба або чидаоба означає «сутичка людини зі звіром або звіра зі звіром». Разом з тим, боротьба двох чоловіків іменувалася словом ркена. У російській мові з кінця XIX століття і до 40-х років XX століття ця боротьба називалася «кавказькою боротьбою на чохах» або «грузинською боротьбою».
Як і будь-яка інша національна боротьба, чидаоба має давню історію і встановити, коли встановилися правила боротьби навряд чи є можливим, але вважається, що чидаоба з давніх часів збереглася в первозданному вигляді. Опис чидаоба є у творах Шота Руставелі, зустрічається в роботах етнографа Е. Покровського (1887 рік). У минулому боротьба входила в обов'язковий комплекс підготовки воїнів-аристократів.
Варіант чидаоби, який став основним, був поширений переважно серед селян Східної і Південної Грузії. Саме він з кінця XIX століття — початку XX століття отримав повсюдне поширення в Грузії і став відомий за межами країни.
В кінці XIX століття — початку XX століття в Грузії склалася каста борців-професіоналів, в основному вихідців з Імеретії та Мегрелії, які своїми виступами, що мали велику популярність, заробляли собі на життя.
Змагання з боротьби часто були приурочені до свят: Дня Святого Георгія, Мцхетоба та ін. Часто організаторами змагань виступали християнські священики. Цікаво те, що коли одного разу в історії Грузії були заборонені фізичні вправи і будь-які свята, чидаоба це не торкнулося.

## Правила
Чидаоба є різновидом боротьби в одязі. Борці (мочидаве) одягнені в зшиті з міцного матеріалу (парусини, в давнину шкіри) куртки (чоха) з засуканими рукавами або без рукавів і шаровари (нині труси). Поли куртки згортають на спину і поверх них пов'язують пояс. Взуття правилами не регламентувалася; деякі борці боролись у чустах, домашньому грузинському взутті, багато борці воліли боротися босими. Сутичка проводиться на спеціальному майданчику сачидао. Перед поєдинком борці танцюють на майданчику народний танець картулі або спеціальний танець палавнурі. Поєдинок проводиться під музичний акомпанемент зурни або дудуків і барабанів долі.
Правилами дозволяються будь-які захоплення вище пояса; нижче пояса захоплення заборонені. У чидаоба дозволені прийоми із застосуванням ніг: підсічки, підніжки, зачепи, підбиви тощо. Для оцінки проведених прийомів існує система балів. Для чистої перемоги необхідно провести кидок, при якому суперник впаде на спину. При цьому в деяких регіонах було достатньо будь-якого дотику спиною майданчика, в інших була потрібна фіксація противника на лопатках. У гірських районах існувало правило, за яким вважався переможеним борець, перший торкнувся майданчика коліном, таким чином з арсеналу виключалися кидки, проведені з колін. Сутичка триває протягом п'яти хвилин або до чистої перемоги. Боротьби в партері в чидаоба немає.
На початку сутички борці не поспішають вступати в зачеплення, оцінюючи суперника. Після цього триває зазвичай коротка боротьба за захоплення, далі сутичка розвивається у дуже швидкому темпі. Найчастіше борці намагаються застосувати найрізноманітніші прийоми ногами, які отримали дуже широке поширення в чидаоба, на які йде відповідь у вигляді контрприйомів - кидків через груди, підсадів, і кидків у відповідь з допомогою ніг.

Арсен Мекокішвілі, олімпійський чемпіон 1952 року у вільній боротьбі, сам виходець з чидаоба, відгукнувся про боротьбу так:
«Чидаоба — не просто боротьба. Вона — боротьба-танець, боротьба-пісня, боротьба-життя. Так, так, сама природа підказує мочидаве прийоми. Як гілка винограду обвивається навколо стовбура, так і чидаобіст проходить свої кидки з обвивом ноги суперника: стрімко прогнувшись, кидає його через себе, показує веселому сонцю п'яти атакованого». 
Існує варіант боротьби чидаоба мош та мош, в якому заборонені кидки з допомогою ніг

## Чидаоба і сучасна боротьба
Багато прийомів з грузинської боротьби в стійці запозичені у самбо. Чидаоба вивчали як Василь Ощєпков, так і Анатолій Харлампієв. Техніка чидаоба збагатила і техніку радянської школи вільної боротьби. Наставник олімпійських чемпіонів Івана Яригіна, Бувайсара Сайтиева та інших відомих майстрів вільної боротьби Дмитро Миндіашвілі володів секретами чидаоби, і передав їх своїм учням. Шота Чочишвілі, олімпійський чемпіон з дзюдо говорив, що «борець, який добре володіє грузинською боротьбою чидаоба, вже на дев'яносто відсотків дзюдоїст». На олімпійських іграх 1976 року інший радянський борець, Харшиладзе Рамаз  переміг у півфіналі британського борця Девіда Старсбрука, використовуючи оригінальну підсічку з чидаоба. Інтерес до чидаоба після успіхів грузинських дзюдоїстів зріс настільки, що в 1980-х в Токіо чотириразовий чемпіон світу з дзюдо Сэйдзо Фудзі створив асоціацію грузинської боротьби чидаоба.
З грузинської боротьби вийшли багато відомих радянські борці: А. Мекокішвілі, Д. Цимакурідзе, М. Цалкаламанідзе (олімпійські чемпіони з вільної боротьби), Ш. Чочишвілі, олімпійський чемпіон з дзюдо, А. Кікнадзе, П. Чиквіладзе, Р. Харшиладзе, призери олімпійських ігор з дзюдо. 
Існують Грузинська федерація чидаобы, Федерація грузинської боротьби чидаобы міста Москви.